# Sarosov period
Sarosov period (prema grčki σάρος < akadski šār) je razdoblje nakon kojega se Sunce, Zemlja i Mjesec nađu gotovo u istom razmještaju te se istim redom ponavljaju Sunčeve i Mjesečeve pomrčine. Traje 223 lunacije, to jest 18 godina i 10,3 dana, 11,3 dana ili 12,3 dana (ovisno o broju prijestupnih godina), a primjenjuje se za predviđanje pomrčina.

## Povijest
Plinije Stariji  (lat. Naturalis Historia II.X) govori da je Hiparh pokazao da se Mjesečeve pomrčine mogu pojaviti 5 mjeseci odvojeno, a Sunčeve pomrčine 7 mjeseci (umjesto običnih 6 mjeseci). Također Sunce može biti skriveno dvaput u 30 dana, ali viđeno od različitih naroda. Ptolomej raspravlja potanko o tome stoljeće kasnije u Almagestu VI. 6. Geometrija i granični položaji Sunca i Mjeseca u kojima je moguća Sunčeva ili Mjesečeva pomrčina objašnjeni su u Almagestu VI. 5. Hiparh je vjerojatno učinio slična računanja. Rezultat, da se dvije Sunčeve pomrčine mogu pojaviti odvojeno u jednom mjesecu je važno, jer se to ne može temeljiti na promatranjima. Jedna pomrčina je uvijek vidljiva na sjevernoj, a druga na južnoj polutki, kako označuje Plinije, a potonja je bila nedostupna Grcima. Predviđanje Sunčeve pomrčine, tj. točno kada i gdje će biti vidljiva, traži čvrstu lunarnu teoriju i odgovarajuće postupanje s mjesečevom paralaksom. Hiparh je zasigurno bio prvi, koji je uspio to napraviti. Strogi postupak traži sferičnu trigonometriju, ali to je Hiparh mogao napraviti i s planarnom aproksimacijom. On je mogao raspravljati o tim stvarima u Peri tes kata platos meniaias tes selenes kineseoos ("O mjesečnom kretanju Mjeseca na širini"), djelo spomenuto u Sudi.
Plinije također označava da "je i on također pronašao zbog kojeg točnog razloga se u prošlosti jednom dogodilo da je Mjesec bio pomračen na zapadu, dok su i Mjesec i Sunce bili vidljivi iznad Zemlje, iako sjena koja uzrokuje pomrčinu mora biti od izlaska sunca pa nadalje ispod Zemlje." Dokazuje se, da se to moralo odnositi na ogromnu potpunu Sunčevu pomrčinu od 26. studenog 139. pr. Kr. kada je preko čistog morskog obzora, kao što se vidjelo iz grada Roda, Mjesec bio pomračen na sjeverozapadu odmah nakon Sunčevog izlaska na jugoistoku. To bi bila druga pomrčina u 345-godišnjem razdoblju koju je Hiparh koristio da potvrdi tradicionalna babilonska razdoblja. To stavlja kasni nadnevak (datum) na razvoj Hiparhove lunarne teorije. Ne zna se koji je "pravi razlog" Hiparh pronašao za gledanje pomrčenog Mjeseca dok očito nije bio u pravoj opoziciji prema Suncu. Paralaksa spušta visinu Sunca i Mjeseca, refrakcija ih podiže, a s visoke točke gledišta obzor je spušten.

## Pomrčine Sunca i Mjeseca
Uzajamni položaji Sunca, Mjeseca i Zemlje dovode do pomrčine Sunca i  Mjeseca. Potpune pomrčine se koriste u kozmičkoj geodeziji za vezivanje kontinentalnih trigonometrijskih mreža, koje pomažu u stvaranju jedinstvenog svjetskog znanstvenog sustava. U istu svrhu se koriste i pojave okultacija zvijezda (kad Mjesec tokom svojeg kretanja sakrije neke zvijezde). Privlačna sila Mjeseca, a u manjoj mjeri i Sunca (lunisolarni utjecaj), uzrokuje na Zemlji plimu i oseku mora i jezera, kao i "disanje" Zemljine kore što je 3 puta slabije od plime i oseke. Utjecaj mjeseca na ljude i druga bića je još uvijek nerazjašnjen, ali je sigurno da se kukci orijentiraju pomoću Mjeseca.
Pomrčine Mjeseca, a pogotovo pomrčine Sunca, nalaze se među najdramatičnijim prirodnim pojavama. Pomrčine Sunca dovode do jakog pada dnevne rasvjete, a vid im je različit iz raznih točaka na Zemlji. Totalna ili potpuna pomrčina nastaje samo za promatrača koji se nalazi unutar Mjesečeve sjene. Tada je Sunčev krug potpuno zastrt Mjesecom. Pomrčina je prstenasta kada Mjesečeva sjena ne dostiže do površine Zemlje (kada se promatrač nalazi u smjeru Mjesečeve sjene), ali je vidni kut manji od vidnog kuta Sunca. Promatrač u polusjeni vidjet će Sunce samo djelomice prekriveno Mjesecom - to je djelomična pomrčina. Za vrijeme pomrčine, sjena se giba Zemljinom površinom od zapada prema istoku. Najprije se zamračuje zapadni rub Sunca. Totalna pomrčina traje najviše 7 minuta, a promjer sjene na Zemlji ne premašuje 270 km. 
Pomrčina Mjeseca nastaje kada Mjesec uđe u Zemljinu sjenu. One se vide samo noću. Pomrčine Mjeseca mogu biti potpune i djelomične, a pritom svim promatračima izgledaju jednako. U sjenu najprije ulazi istočni rub Mjeseca. Potpuna pomrčina može trajati do 2 sata, jer je Mjesec nekoliko puta manji od presjeka Zemljine sjene (oko 2.7 puta manji, ovisno o udaljenosti). 
Pomrčina Sunca nastaje u vrijeme mlađaka, a pomrčina Mjeseca u vrijeme uštapa. No pomrčine se ne javljaju svakih mjesec dana. Da bi se pomrčina dogodila, moraju biti ispunjeni još neki uvjeti: Mjesec se mora nalaziti na stazi u blizini uzlaznog ili silaznog čvora. Da bi došlo do pomrčine, mora da se prožmu prividni krugovi Sunca i Mjeseca. Kako i Sunce i Mjesec imaju kutni promjer od približno 0.5°, to promatrač sa Zemlje mora vidjeti razmak centara Sunca i Mjeseca pod kutom koji je manji od 0.5°. Da bi došlo do pomrčine Sunca, Mjesec mora biti u mijeni mlađaka, a Sunce ne smije biti dalje od 16.5° s bilo koje strane čvora. Kada se javi mlađak, a Sunce se nalazi unutar područja od 33° simetrično raspoložene oko čvora, do pomrčine Sunca mora doći. Sunce se dnevno giba nebom za nešto manje od 1° na istok, pa 33° prevali u 34 dana. Zato se, u ovisnosti o tome kako su vremenski raspoređene Mjesečeve mijene, u 34 dana jave jedan ili dva mlađaka, a time i jedna do dvije pomrčine Sunca. No područje pomrčina nalazi se i oko uzlaznog i oko silaznog čvora, a jer u svakom čvoru mora doći bar jednom do pomrčine, to se u godini dana jave najmanje dvije pomrčine Sunca. katkada se godišnje jave četiri, a najviše pet pomrčina. Do pete pomrčine može doći zato što linija čvorova nije nepomična u prostoru. Kad bi linija čvorova bila nepomična, u Sunce bi bila uperena dva puta godišnje, i to u razmaku od točno pola godine; u tom bi se slučaju mogle pojaviti najviše 4 pomrčine Sunca godišnje. No kako se linija čvorova zakreće 19.3° na godinu, i to u smjeru nasuprot godišnjem gibanju Sunca, Sunce će kroz isti čvor proći prije isteka cijele godine, nakon 346.62 dana. To je eklipsna ili drakonistička godina. Tropska godina je od nje dulja za oko 19 dana. Pet pomrčina Sunca će se dogoditi samo ako prva pomrčina stigne neposredno početkom siječnja, druga odmah u sljedećem mlađaku, treća i četvrta pomrčina prije sredine godine, u lipnju, i peta 12 sinodičkih mjeseci (354 dana) poslije prve. Sljedeća pomrčina može se dogoditi dok je Sunce u blizini istog čvora, ali - iduća godina već je započela (354 d + 29.5 d > 365 d)! 
Pomrčina Mjeseca nastaje onda kada Mjesec uđe u Zemljinu sjenu. Na srednjoj daljini Mjeseca kutni promjer sjene iznosi 42’. Prividni polumjer Mjeseca je 15’. Da bi došlo do pomrčine, moraju se centri Mjeseca i Zemljine sjene naći na udaljenosti manjoj od 57’. U tom slučaju nema paralakse, prolaz kroz sjenu neće ovisiti o stajalištu promatrača na Zemlji - Mjesec mora ući u sjenu. Pomrčina će sigurno nastati kada je Mjesec pun, a Zemljina se sjena nalazi u području od 11° prije i poslije čvora. Brzina kojom se Zemljina sjena pomiče jednaka je brzini kojom se Sunce prividno giba nebom. Znači da će Zemljina sjena boraviti u pomrčinskom području 21 - 22 dana. Jasno je da se u vremenskom razdoblju od 22 dana ne mora pojaviti uštap. Uštap se ponavlja svakih 29.5 dana. Ako se uštap i pojavi, dolazi samo do jedne pomrčine, jer za drugu nema više vremena. Područje oko čvora Mjesečeve staze u kojoj se javljaju pomrčine Mjeseca manja je od područja u kojem se javljaju pomrčine Sunca. 
Neke godine mogu proći bez ijedne pomrčine Mjeseca, a nekih godina može ih biti čak tri. Tada se prva pomrčina javlja odmah početkom godine u blizini jednog čvora, druga pomrčina 6 sinodičkih mjeseci poslije (177 dana) u blizini drugog čvora, a treća 12 sinodičkih mjeseci nakon prve pomrčine, opet u području prvog čvora, koji se zbog zakretanja linije čvorova gibao u susret Zemljinoj sjeni. Ukupan broj Sunčevih i Mjesečevih pomrčina godišnje ne može biti manji od 2, a veći od 7. Najmanje ima 2 pomrčine, i to obje Sunčeve. Najčešće se javljaju 2 Sunčeve i 2 Mjesečeve. Kod najvećeg broja pomrčina 3 su Mjesečeve, a 4 Sunčeve, ili 2 Mjesečeve i 5 Sunčevih. Ne mogu se javiti 8 pomrčina. Ako, naime, godina započne pomrčinom Mjeseca, prva Sunčeva pomrčina ne može nastati još 14.5 dana nakon toga (da bi Mjesec iz uštapa postao mlađakom), a tada je već kasno da se u istoj godini stigne do pete Sunčeve pomrčine. 
Pomrčine se ponavljaju u istom redoslijedu prilično točno nakon 18 kalendarskih godina i 11.3 dana (ili 10.3 dana ako razdoblje obuhvaća 5 prijestupnih godina). Nastajanje pomrčina ovisi o 3 razdoblja: o razdoblju u kojemu se izmjenjuju Mjesečeve mijene (sinodičkom mjesecu S), o razdoblju u kojemu Mjesec prolazi kroz čvor (nodički ili drakonistički mjesec N) i o razdoblju u kojemu Sunce prolazi kroz dani čvor Mjesečeve staze (eklipsna ili drakonistička godina D). Slučajno se cijeli umnošci sinodičkih mjeseci, nodičkih mjeseci i eklipsnih godina gotovo točno podudaraju:
223 S ≑ 242 N ≑ 19 D
6585.32 d ≑ 6585.36 d ≑ 6585.78 d
18 tropskih godina i 11.3 dana jednako je 6585.6 d.